# Bonaventura Armengual
Fra Bonaventura Armengual (Llucmajor, Mallorca, ? — Palma, 1645), fou un religiós observant i lul·lista. Fra Bonaventura Armengual fou guardià dels convents franciscans d'Alaior i Ciutadella de Menorca i d'Alcúdia a Mallorca i definidor de l'orde dels Frares Menors Observants. Com a lul·lista és autor de les obres Archielogium vitae, doctrinae et martyrii Raymundi Lulli (1643) i De rebus Maioricarum on fa una clara defensa del lul·lisme. És autor, també de Epítome del reino baleárico.